# グーフィーの先生はお人好し
グーフィーの先生はお人好し(原題：Teachers Are People)は、グーフィーの短編映画シリーズ第39作である。

## ストーリー
相手をするだけでも精一杯の生徒をたくさん持つジョージ先生は、悪戯好きな悪ガキ、ジョージJr.になやまされながらも、生徒と共に学校生活を送る。

## キャラクター
グーフィー / ジョージ・ギーフ先生（声：島香裕）
生徒第一に考えているが、生徒に馬鹿にされている先生。
ジュニア / ジョージ
学校にダイナマイトを仕掛けるほどの悪ガキ。
グーフィー / 保護者（声：茶風林）
子供の成績不良を先生のせいにする保護者（所謂、モンスターペアレント）。
ナレーター（声：大平透）
先生をヒーローとして紹介する。